# ロゼッタ (イタリアのパン)

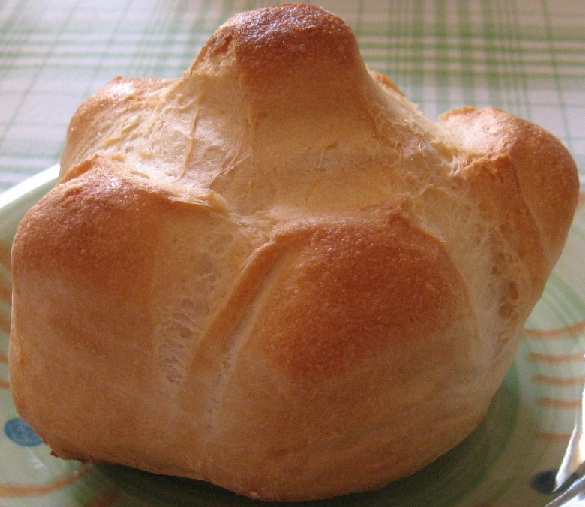
ロゼッタ

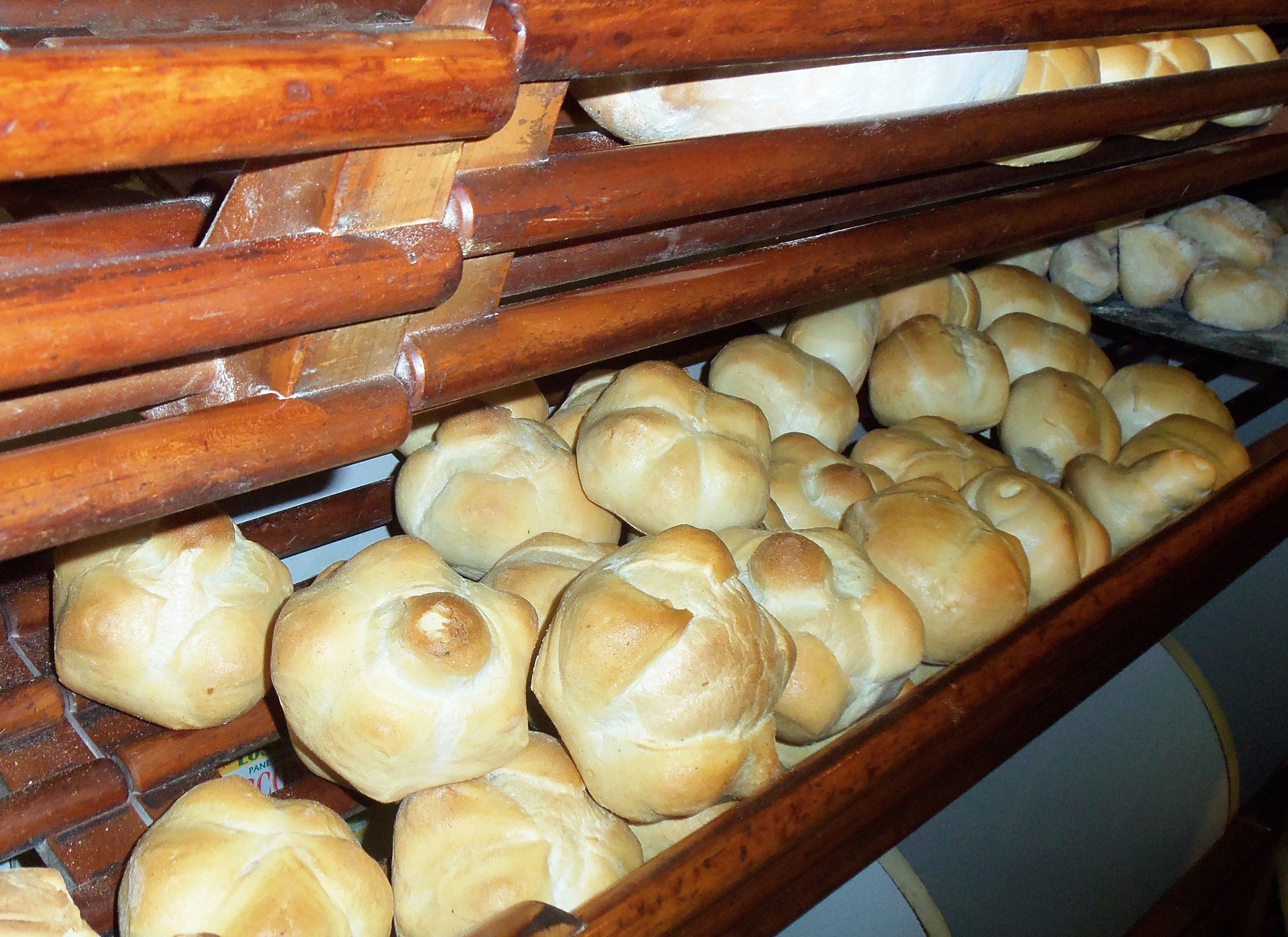
ロゼッタ

ロゼッタ (Rosetta) は、イタリア・ローマの伝統的なパンである。
薔薇(Rosa)の形をしているため、ロゼッタ(Rosetta)と言われる。中が空洞で、外皮がカリカリして香ばしいパン。甲羅のような模様の専用の抜き型を使い、この模様が作られる。イタリア北部ではミケッタ(Michetta)と言われているが、本来は別のレシピで作られる。
ロゼッタと同様にタルタルーガという亀の甲羅の模様をしたパンもある。

## 食べ方
オリーブオイルなどに浸して食べると小麦の味をしっかりと味わえる。
中心部分の空洞に他の食材を詰めオードブルとする食べ方もある。